# Pa Liha
Pa Liha (chiń. upr. 帕丽哈: ur. 6 czerwca 1996) – chińska zapaśniczka ujgurskiego pochodzenia walcząca w stylu wolnym. Brązowa medalistka mistrzostw świata w 2019; piąta w 2017. Złota medalistka mistrzostw Azji w 2017 i 2019. Triumfatorka halowych igrzysk azjatyckich w 2017. Druga w Pucharze Świata w 2017 i 2018. 
Mistrzyni Azji juniorów w 2015. Mistrzyni świata U-23 w 2018 i 2019 roku.